# Fauve de Bourgogne

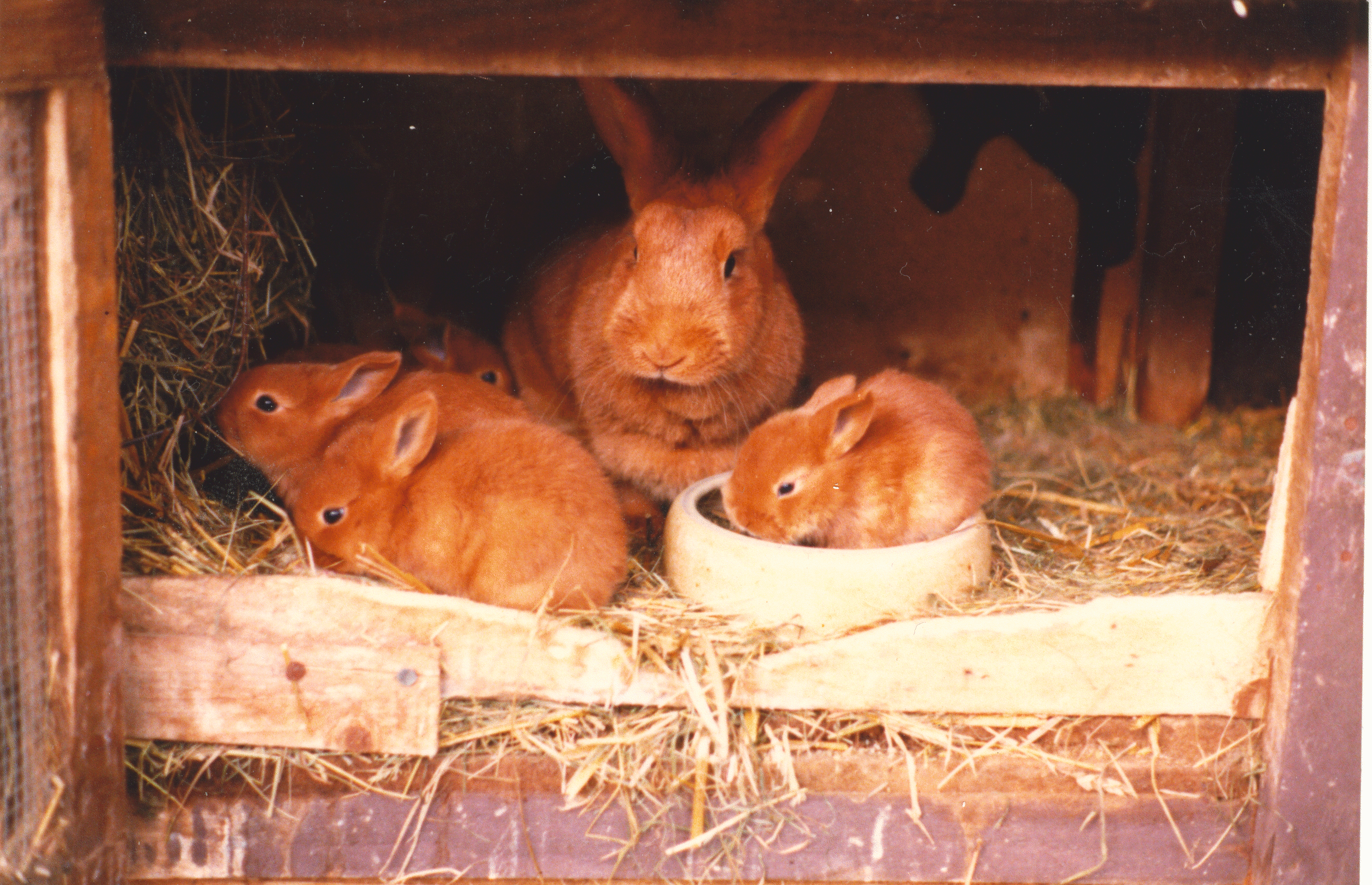
Fauve de Bourgogne med ungar.

Fauve de Bourgogne (förkortad FB) eller Bourgogne är en kaninras med franskt ursprung. Dess ursprung är mycket gammalt. Den föds upp till slakt eller sällskap. Fauve de Bourgogne väger cirka fyra kilogram och räknas som en medelstor kanin. Den har rödgul päls och ljusa ringar runt ögonen. Hanarna har ett kraftigt och brett huvud, och hos honorna är det mer långsträckt.
Pannan är bred, nosen ganska uttalad och kinderna är uppfyllda. Irisen är brunaktig. Öronen är håriga, täta och robusta. 
Halsen ska vara kort och muskulös nog att ingen övergång mellan huvud och kropp ska kunna observeras.